# شیرج‌خیل
شیرج خیل، روستایی است از توابع بخش خرم‌آباد شهرستان تنکابن در استان مازندران کشور ایران.

## جمعیت
این روستا در دهستان بلده شرقی قرار دارد و بر اساس سرشماری مرکز آمار ایران در سال ۱۳۹۵، جمعیت آن ۱۵۳ نفر (۵۲ خانوار) بوده‌است.